# Дхануш
Венкатеш Прабху (там. வெங்கடேஷ் பிரபு, англ. Venkatesh Prabhu), более известен как Дхануш (там. தனுஷ், хинди धनुष, англ. Dhanush, род. 28 июля 1983 г., Мадрас, Тамилнад, Индия) — индийский актёр, режиссёр, сценарист, продюсер и закадровый певец.

## Биография
Дхануш родился в семье продюсера и режиссёра Кастхури Раджи,  у него есть брат  Селварагхавана, который работает режиссёром. Первоначально он хотел поступить в школу гостиничного менеджмента и стать шеф-поваром.  Однако его брат заставил его стать актёром.  У Дхануша также есть две сестры по имени Вималагита и Картига Картик.
Прабху принял псевдоним «Дхануш» после того, как его вдохновила вымышленная секретная операция из тамильского боевика-триллера «Реки Крови» (Kuruthipunal, 1995). По сюжету полиция разрабатывает план по уничтожению террористов, которая называется «Операция Дхануш».
Его прорывом в кино стала роль Винода, психически неуравновешенного юноши, жаждущего обладать девушкой, которую он полюбил в фильме «Я полюбил».  После выхода фильм получил признание критиков и имел большой коммерческий успех, в конечном итоге став прорывом Дхануша в тамильском кино. Вторым фильмом, за который Дхануш был номинирован на актерскую премию, был боевик «Трущобы Пудупеттай».

## Карьера в кино

### 2002–2010: Начало карьеры.
В 2002 году состоялся его дебют в фильме своего отца «Буйство молодости»  (Thulluvadho Ilamai), который имел положительные отклики, как у зрителей, так и у критиков. В фильме показана история шести одноклассников: трёх мальчиков и трёх девочек, принадлежащих к разным слоям общества, семья каждого ребенка переживает различные проблемы, и дети сбегают из дома, решив жить вместе с помощь старшего друга.
Через год вышел романтический триллер  «Я полюбил»  (Kadhal Kondein), где герой - молодой инженер Винод, аутист-савант, обвинен в убийстве. Фильм стал для Дхануша прорывом в карьере и имел коммерческий успех.
В 2004 году последовала череда коммерческих провалов — «Сараванан», «Суллан»  и «Мечты». В 2005 году у него было два релиза — «Я увидел ангела»  и «Это были счастливые дни».
В 2004 году Дхануш дебютировал как закадровый певец,  исполнив «Naatu Sarakku» для фильма  «Сараванан» (Pudhukottaiyilirundhu Saravanan).
В 2006 году Дхануш снялся в гангстерском фильме «Трущобы Пудупеттай», который получил признание критиков и имел умеренный успех в прокате. Затем он сотрудничал с режиссёром-дебютантом Ветримаараном в боевике-триллере «Безжалостный» (2007), который получил признание критиков и был коммерчески успешен.  История вращается вокруг человека, чья жизнь улучшается после покупки велосипеда и переворачивается с ног на голову после его кражи. Картина была основана на итальянском неореалистическом фильме 1948 года  Похитители велосипедов, и игра Дхануша была оценена по достоинству.
Его последующие релизы, романтическая комедия «Неожиданная встреча» (2008) и масала-фильм «Недоучка» (2009), также имели кассовый успех.

### 2011–2014: Критический успех
Второй фильм под режиссурой  Ветримаарана, драма «Поле битвы» (2011 г.),  принесла Дханушу "Национальную кинопремию за лучшую мужскую роль" и награду за "Лучшую мужскую роль на тамильском языке" на 60-й церемонии вручения наград Filmfare Awards South за роль дрессировщика петушиных боев.
В 2012 году он привлек международное внимание благодаря песне «Why This Kolaveri Di», которая была записана для режиссерского дебюта  его жены Айшварии Р. Дхануш  - романтического психологического триллера «Трое» (3 (2012 Indian film)).  В фильме рассказывается о Раме и Джанани, двух возлюбленных, которые скрепляют союз браком, но Рам внезапно совершает самоубийство, и Джанани пытается узнать правду о его смерти.  Дхануш получил две премии Filmfare.
Песню «Why This Kolaveri Di»  сочинил начинающий композитор Анируд Равичандер, композиция лидировала  в чартах на местных радиостанциях и  обрела популярность как  клип на  Youtube, став первым музыкальным клипом в стране, который набрал 100 миллионов просмотров. Фильм имел коммерческий успех, Дхануш получил две награды Filmfare:  лучшая мужская роль и лучший закадровый исполнитель.
В 2013 году  Дхануш  дебютировал в Болливуде картиной «Безумно влюбленный», ради съёмок он выучил хинди. Романтическая драма о любви индуса и мусульманки имела коммерческий успех, а за роль он получил награду Filmfare Award за лучший  дебют, став первым южно-индийским актёром, получившим награду в этой номинации. Год спустя вышел «Безработный с дипломом», комедийно-драматический  фильм о Рагуваране, безработном инженере, который  устраивается на работу, успешно преодолевая различные препятствия. Фильм получил положительные отзывы критиков и имел коммерческий успех, войдя в число самых кассовых тамильских фильмов 2014 года.

### 2015 – настоящее время: Экспериментальные проекты.
В 2015 году вышла сатирическая драма  «Шамитабх»(Shamitabh), которая стала вторым хинди-язычным фильмом для Дхануша, игравшего немую  суперзвезду, его партнером стал Амитабх Баччан,  несмотря на положительную оценку критиков, фильм провалился в прокате. В том же году вышел исторический романтический триллер «Вместе навсегда» (Anegan), имевший коммерческий успех . Дхануш сыграл в фильме четырех разных персонажей, действие развивается в четырех разных периодах времени и основано на теме реинкарнации,  сюжет вращается вокруг Ашвина  и Мадху, которые были любовниками в своих прошлых жизнях.  В том же году он сыграл гангстера в триллере «Маари»  и неудачника-отца в семейной драме «Золотой сын», провалившейся в прокате.
В 2016 году у Дхануша было два релиза — романтический боевик «Поезд», ставший критическим и коммерческим провалом, и политический триллер «Коди», где он сыграл двойную роль. Последний принес ему номинацию на звание лучшего тамильского актера на 64-й церемонии вручения наград Filmfare Awards South .  
В 2017 году состоялся дебют Дхануша в качестве режиссёра, вышел его фильм «Порох» (Power Paandi), где он  сыграл бывшего каскадера киноиндустрии на пенсии, который решает воссоединиться с любовью своей юности. Фильм имел коммерческий успех и положительную оценку критиков Также в  этом году вышло продолжение фильма «Безработный с дипломом 2». Фильм получил смешанные отзывы и провалился в прокате.
В 2018 году  Дхануш снялся в фильме «Необыкновенные приключения Факира» (The Extraordinary Journey of the Fakir), который стал первым международным фильмом в его карьере, но не был успешен коммерчески.
В 2019 году вышли историческая   драма  «Демон» и боевик «Пуля выпущенная в меня», и если первый стал коммерческим успехом и получил две национальные премии (лучшая мужская роль и лучший фильм), то второй провалился в прокате. «Демон» получил высокую оценку критиков за резкое изображение земельного и кастового насилия.
В 2020 году вышел «Фейерверк», фильм о боевом искусстве адимурай, где Дхануш сыграл Шакти, вора, случайно узнающего о прошлом своего отца и решающего отомстить на ринге. Несмотря на критику, фильм имел успех в прокате.
В 2021 году выходит три фильма. Первый -  боевик «Кто такой Сурули?» о беззаботном совестливом гангстере, нанятом помочь зарубежному криминальному авторитету уничтожить соперника. Фильм получил неоднозначные отзывы критиков, которые высоко оценили игру актеров (особенно Дхануша, Джеймса Космо и Джоджу Джорджа), кинематографию, технические аспекты, саундтрек и музыкальное сопровождение, но раскритиковали  темп и сценарий. Второй - боевик «Карнан» о легендарном индийском мятежнике, вставшем на защиту слабых и угнетенных. Он стал одним из  самых кассовых тамильских фильмов 2021 года, хотя его показ в кинотеатрах был внезапно прекращен из-за ограничений, введенных после пандемии COVID-19.
Дхануш также вернулся в игре на хинди, и третьим фильмом стала «Странная любовь», романтическая фэнтэзийная комедия о девушке по имени Ринку, влюбленной в волшебника по имени Саджад. Её насильно выдают замуж за доктора Вишу. Вскоре Вишу влюбляется в Ринку, но любовный треугольник становится ещё более странным, когда появляется Саджад. Фильм получил смешанные и положительные отзывы критиков, высоко оценивающих нетрадиционный сюжет, игру главных актёров, режиссуру, саундтрек и музыку, но критиковавших бессвязный сценарий и общее исполнение   сюжетной линии.
В 2022 году, кроме роли в голливудском фильме «Серый человек», Дхануш также сыграл честного журналиста в  драме «Маран», фильм вышел сразу на цифровых платформах и получил смешанные отзывы,  и  доставщика еды в комедии «Тиручитрамбалам», получившей положительные отзывы, с похвалой в адрес выступлений (особенно Дхануша, Менена и Бхаратираджи), музыки, кинематографии, сценария, сценария и режиссуры. Фильм собрал в мировом прокате 110 кроров фунтов стерлингов. Это один из самых кассовых тамильских фильмов 2022 года и на тот момент самый кассовый фильм Дхануша в мире за всю его карьеру.  Также в этом году вышел фильм ужасов «Я иду за тобой» о братьях-близнецах, разлученных в детстве из-за предсказания. Уже повзрослев, один из них борется с кошмарами свой дочери, которой  во сне является злой дух. Дхануш вновь сыграл двойную роль.
2023 год для Дхануша начался с релиза драмы «Ваатхи» о реформах в сфере образования, честный учитель Тилак выступает против введения платы за обучение, ограничивающий доступ к школе бедных слове населения. Фильм получил смешанные критические отзывы.

## Личная жизнь
В 2004 году Дхануш женился на Айшварии, дочери известного в штате актёра Раджниканта, имеет двоих сыновей Ятру (род. 2006) и Лингу (род. 2010). Пара объявила о своем расставании 17 января 2022 года.

## Фильмография

### В качестве актёра
| Год  |   | Русское название               | Оригинальное название                  | Роль                                 |
| ---- | - | ------------------------------ | -------------------------------------- | ------------------------------------ |
| 2002 | ф | Буйство молодости              | Thulluvadho Ilamai                     | Mahesh                               |
| 2003 | ф | Я полюбил                      | Kadhal Kondein                         | Vinod                                |
| 2003 | ф | Вор и воровка                  | Thiruda Thirudi                        | Vasu                                 |
| 2004 | ф | Сараванан                      | Pudhukottaiyilirundhu Saravanan        | Saravanan                            |
| 2004 | ф | Суллан                         | Sullan                                 | Subramani (Sullan)                   |
| 2004 | ф | Мечты                          | Dreams                                 | Sakthi                               |
| 2005 | ф | Я увидел ангела                | Devathaiyai Kanden                     | Babu                                 |
| 2005 | ф | То были счастливые дни         | Adhu Oru Kana Kaalam                   | Seenu                                |
| 2006 | ф | Трущобы Пудупеттай             | Pudhupettai                            | Kokki Kumar                          |
| 2006 | ф | На все воля Тиру               | Thiruvilaiyaadal Aarambam              | Thiru Kumar                          |
| 2007 | ф | В поисках сына                 | Parattai Engira Azhagu Sundaram        | Azhagu Sundaram (Parattai)           |
| 2008 | ф | Безжалостный                   | Polladhavan                            | Prabhu                               |
| 2008 | ф | Неожиданная встреча            | Yaaradi Nee Mohini                     | Vasu                                 |
| 2009 | ф | Недоучка                       | Padikkadavan                           | Radhakrishnan (Rocky)                |
| 2009 | ф | Кутти                          | Kutty                                  | Kutty                                |
| 2010 | ф | Идеальный сын                  | Uthamaputhiran                         | Siva                                 |
| 2011 | ф | Поле битвы                     | Aadukalam                              | K. P. Karuppu                        |
| 2011 | ф | Зять                           | Mappillai                              | Saravanan                            |
| 2011 | ф | Леопард                        | Venghai                                | Selvam                               |
| 2011 | ф | Головокружение жизни           | Mayakkam Enna                          | Karthik Swaminathan                  |
| 2012 | ф | Трое                           | 3                                      | Ram                                  |
| 2013 | ф | Безумно влюблённый             | Raanjhanaa                             | Kundhan Shankar                      |
| 2013 | ф | Марьян                         | Maryan                                 | Maryaan                              |
| 2013 | ф | Сатира                         | Naiyaandi                              | Chinna Vandu                         |
| 2014 | ф | Безработный с дипломом         | Velaiilla Pattadhari                   | Raghuvaran                           |
| 2015 | ф | Шамитабх                       | Shamitabh                              | Danish                               |
| 2015 | ф | Вместе навсегда                | Anegan                                 | Ashwin / Murugappa / Kaali           |
| 2015 | ф | Маари                          | Maari                                  | Maari                                |
| 2015 | ф | Золотой сын                    | Thanga Magan                           | Thamizh                              |
| 2016 | ф | Поезд                          | Thodari                                | Poochiyappan                         |
| 2016 | ф | Коди                           | Kodi                                   | Kodi / Anbu                          |
| 2017 | ф | Порох                          | Pa Paandi                              | молодой Paandi                       |
| 2017 | ф | Безработный с дипломом 2       | Velaiilla Pattadhari 2                 | Raghuvaran                           |
| 2018 | ф | Пуля, выпущенная в меня        | Enai Noki Paayum Thota                 | Raghu                                |
| 2018 | ф | Северный Ченнаи                | Vada Chennai                           |                                      |
| 2018 | ф | Невероятное путешествие факира | The Extraordinary Journey of the Fakir | Ajatashatru                          |
| 2018 | ф | Северный Ченнай                | Vada Chennai                           | Anbhu                                |
| 2018 | ф | Маари 2                        | Maari 2                                | Maariyappan (Maari)                  |
| 2019 | ф | Демон                          | Asuran                                 | Sivasamy                             |
| 2019 | ф | Пуля, выпущенная в меня        | Enai Noki Paayum Thota                 | Raghu                                |
| 2020 | ф | Фейерверк                      | Pattas                                 | Sakthi (Pattas), Dhiraviyaperumal    |
| 2021 | ф | Карнан                         | Karnan                                 | Karnan                               |
| 2021 | ф | Кто такой Сурули?              | Jagame Thandhiram                      | Suruli                               |
| 2021 | ф | Странная любовь                | Atrangi Re                             | S. Venkatesh Vishwanath Iyer (Vishu) |
| 2022 | ф | Маран                          | Maaran                                 | Mathimaaran Sathyamoorthy (Maaran)   |
| 2022 | ф | Серый человек                  | Gray Man                               | Avik San (Lone Wolf)                 |
| 2022 | ф | Тиручитрамбалам                | Thiruchitrambalam                      | Thiruchitrambalam Jr. ("Pazham")     |
| 2022 | ф | Я иду за тобой                 | Naane Varuvean                         | Prabhu \ Kathir                      |
| 2023 | ф | Ваатхи                         | Vaathi                                 | Balamurugan 'Bala' Sir               |
| 2023 | ф | Капитан Миллер                 | Captain Miller                         | Captain Miller / Eesa / Analeesan    |

### В качестве певца
- 2010 — Pudhukottaiyilirundhu Saravanan — Naatu Sarakku
- 2010 — Aayirathil Oruvan — Un Mela Aasadhaan (трио с Андреа Джеремиа и с женой Айшварией)
- 2011 — Mayakkam Enna — Kadhal En Kadhal
- 2012 — 3 — Why this Kovaleri Di
- 2013 — Naiyaandi — Teddy Bear
- 2014 — Velaiilla Pattadhari — Amma Amma (дуэт с S. Janaki), Po Indru Neeyaga, What a Karuvad (дуэт с Анирудхом Равичандером)
- 2015 — Vajrakaya  (канн.) — No Problem
- 2015 — Anegan — Danga Maari Oodhari
- 2016 — Thikka  (тел.) — Thikka (Title song)
- 2017 — Pa Paandi — Soorakaathu (The Mass of Power Paandi), Venpani Malarae (The Romance of Power Pandi)
- 2017 — Velaiilla Pattadhari 2 — Life Of Raghuvaran — Nada Da Raja, Torture Of Raghuvaran — Ucchathula

## Музыкальная карьера
Дхануш - певец, в основном, для своих собственных фильмов. Как автора текстов его часто называют «Поэт  Дхануш ». Он дебютировал как певец в картине «Сараванан», композитор Юван Шанкар Раджа, который работал с ним также на картине «Трущобы Пудупеттай» . Дхануш также пел в фильмах Сельварагавана «Один из тысячи мужчин» (Aayirathil Oruvan) и «Головокружение жизни»(Mayakkam Enna).
Сингл «Why This Kolaveri Di» был выпущен на YouTube в 2011 году как часть саундтрека к фильму «Трое» , режиссёрскому дебюту Айшварии Дхануш.  Песня стала самым популярным видео в Индии.  Анируд Равичандер был композитором саундтрека к фильму, а Дхануш написал большую часть текстов.  Он также спел «No Problem» в фильме на языке каннада «Ваджракайя» ()Vajrakaya , что принесло ему номинацию на премию Filmfare  как лучшему исполнителю на языке каннада, также он исполнил песню «Thikka» в одноимённой картине на языке телугу.

## Другие работы
Дхануш  работал с WWF Индии в поддержку «Часа Земли» в 2012 году.  Дхануш пожертвовал 5 лакхов на нужды людей, пострадавших от наводнения в Южной Индии в 2015 году.  В 2017 году он пожертвовал 50,000 рупий семьям 125 фермеров, покончивших жизнь самоубийством.  В августе 2013 года Дхануш был подписан компанией Perfetti India Ltd. в качестве представителя бренда жевательной резинки Center Fresh.

### Wunderbar Films
В 2010 году Дхануш и его  жена Айшвария основали продюсерско-дистрибьюторскую компанию Wunderbar Films . Они продюсировали несколько фильмов под руководством компании, и сам Дхануш снимался во многих фильмах-постановках, таких как - «Трое» (их первая работа),  «Порох», «Шамитабх», «Маари», «Золотой сын» , «Безработный с дипломом 2» , «Северный Ченнаи и «Маари 2» .  
Дхануш дебютировал в качестве режиссёра в комедийно-драматическом фильме «Порох» (2017), который принес ему первую тамильскую премию Filmfare за лучшую режиссуру.